# Бронтин из Метапонта
Бронтин из Метапонта (др.-греч. Βροντῖνος; VI в. до н. э.) — философ-пифагореец, друг и ученик Пифагора. Алкмеон и другие философы посвящали сочинения Бронтину. Неясно, приходился ли он Феано отцом или был её супругом.
Бронтина считают автором некоторых орфических поэм, среди которых — «О природе» и «Покров и Сеть».
Известность Бронтину принесло вымышленное сочинение, которое приписывали ему в неопифагорейской литературе. Сириан ссылается на «Бронтина» как автора воззрения о монаде,, что является попыткой привнести в пифагореизм элементы платонизма.